# Espaço Pasárgada
Espaço Pasárgada é um centro cultural, instalado na casa onde residiu Antonio José da Costa Ribeiro, avô materno do poeta Manuel Bandeira.
A casa é citada no poema Evocação do Recife como "a casa de meu avô".  Nela o poeta residiu entre os seis e dez anos de idade, quando, segundo o próprio poeta, se formou sua mitologia, que para ele tinha mais consistência que a mitologia grega.
Foi inaugurada em 19 de abril de 1986, em comemoração ao centenário do poeta.
O prédio, tombado pelo governo de Pernambuco, através da Fundarpe, atualmente se configura como um centro de cultura e literatura de Pernambuco.

## Ligação externa
- Espaço Pasárgada